# Schloss Tentschach

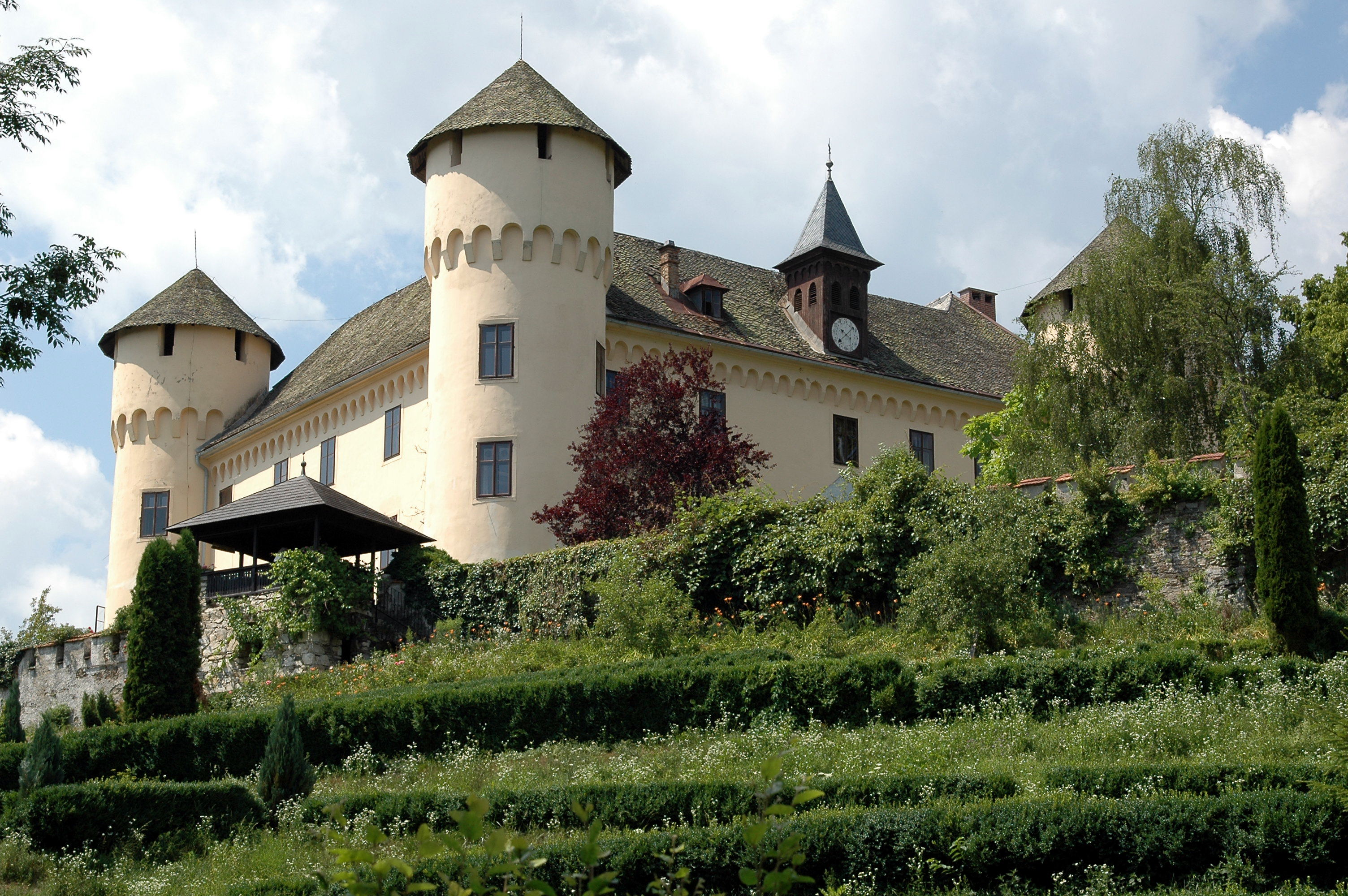
Ostansicht

Schloss Tentschach ist ein auf eine Burg aus dem 13. Jahrhundert zurückgehendes, im 16. Jahrhundert in der heutigen Form entstandenes Schloss in Tentschach im Nordwesten der Kärntner Landeshauptstadt Klagenfurt am Wörthersee.

## Geschichte

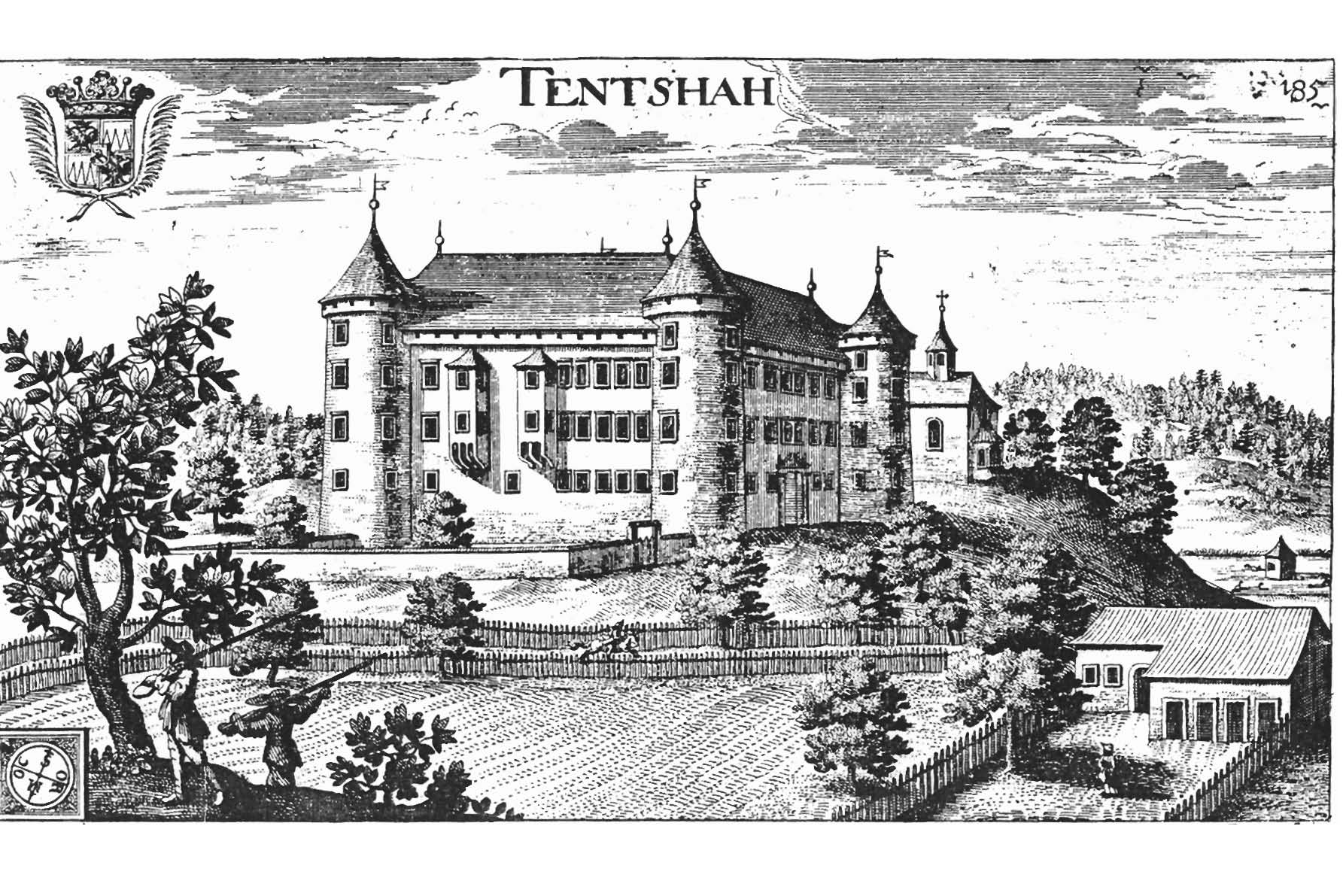
Abbildung von Schloss Tentschach in: J. W. Valvasor: Topographia Archiducatus Carinthiae antiquae et modernae completa, 1680

Das Geschlecht der Tentschacher ist von 1269 bis 1359 urkundlich fassbar. Aus dem Jahr 1351 gibt es einen Stiftsbrief von Karath und Ernholdt von Tentschach für eine tägliche Heilige Messe daselbst. Laut Hieronymus Megiser gehörte das Schloss dann den Gressing, den Rubenbergern, den Gera und den Pibriachern. Laut Hieronymus Megiser gehörte das Schloss dann den Gressing, den Rubenbergern, den Gera und den Pibriachern. Der letzte Tentschacher Gressing, der Ritter Weygand, dessen Stammburg in Ponfeld stand – im Umfeld es heutigen Größinghofs – ist im Jahr 1326 erwähnt. Um das Jahr 1480 gelangte der Besitz an Wilhelm Rumpf von Wulroß, im Jahr 1493 an Servatius Pibriacher. Die Familie Pibriacher ließ die Burg um das Jahr 1570 schlossartig ausbauen und verkaufte das Schloss im Jahr 1582 an Hans Pruggmayer. Im Jahr 1689 gelangte es an Graf Attems. Am 17. Dezember 1693 wurde die Herrschaft vom Propst von Tainach, Karl Ludwig Klies an Clemens Ferdinand Freiherrn von Kaiserstein verkauft. Das Gebiet der Herrschaft Tentschach bildet den historischen Kern der gleichnamigen Katastralgemeinde. Bei der Versteigerung des zum Paul Freiherr von Kaiserstein'schen Fideicommiß gehörenden Gut im Jahr 1886 ist von einem großteils arrondierten Besitz von 320 Joch (182 ha) mit 113 Joch (65 ha) Hochwald und eigener Jagdbarkeit die Rede.

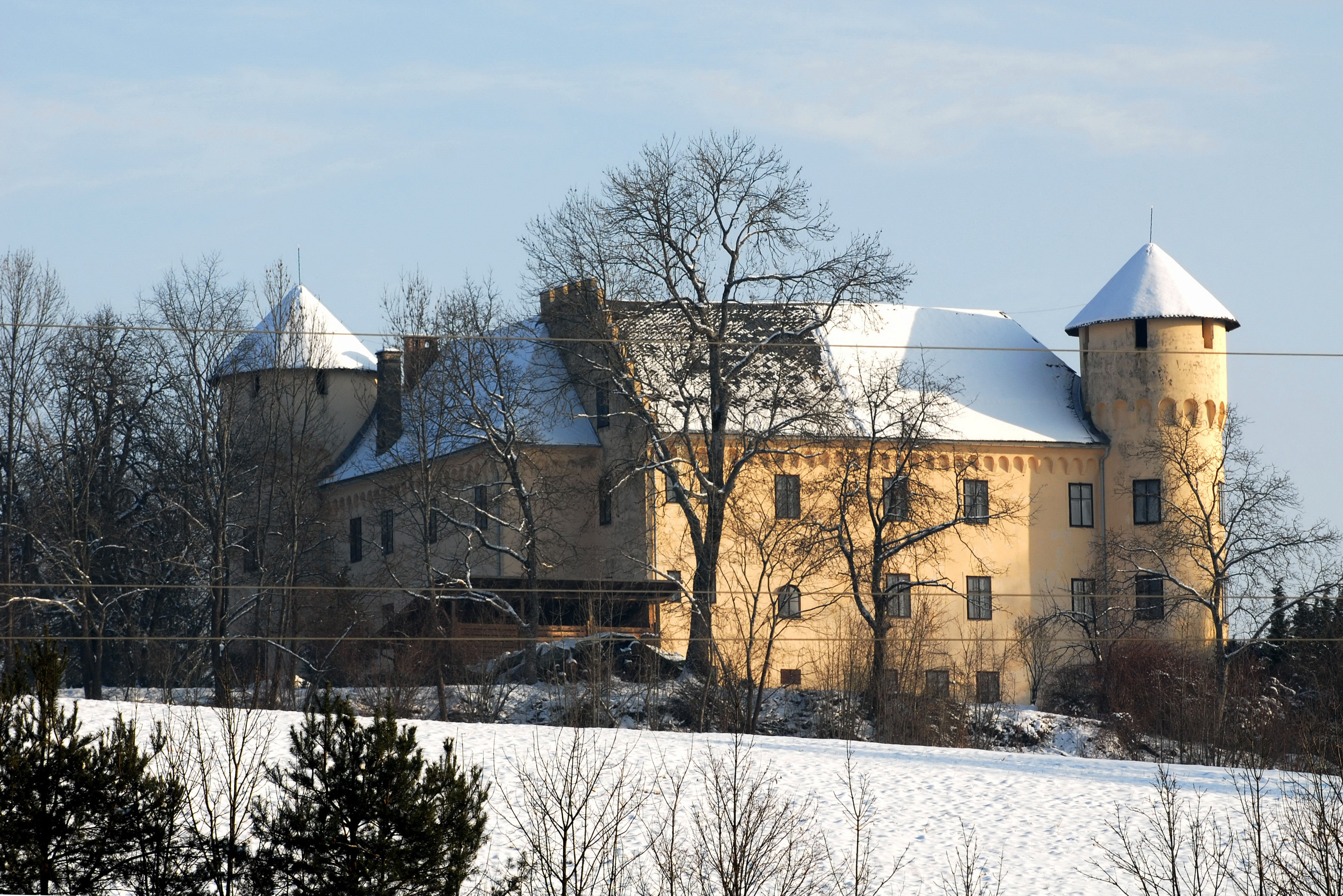
Westansicht

Der letzte männliche Tentschacher Kaiserstein war Johann Nepomuk (1800–1848). Er hat nach dem Tod von Johann im Jahr 1827 die Verwaltung des verschuldeten Fideikommisses übernommen. Er verkaufte das Gut Kleinreideben und war der einzige, der ganzjährig in Tentschach wohnte und das Schloss nicht nur als Zweitwohnsitz nutzte. Von ihm wurden noch lange nach seinem Tod „Spuren von Kugeln und Säbelhieben“ an den Wänden gezeigt, angeblich Spuren seines Kampfes gegen einen „Schlossgeist“. Die in der Gegend bekannte Spukgeschichte hatte der erzählerisch begabte pensionierte Kaisersteinsche Beamte Nussbaumer Jahrzehnte vorher in Umlauf gebracht. Johann Nepomuk hat die vom Adel verhasste Befreiung der Bauern nicht mehr voll erlebt und ist in St. Peter begraben. Johanns Schwester Philippine Kaiserstein (1789–1855) war in zweiter Ehe mit Joachim Göschen (1791–1855) aus Leipzig verheiratet, dessen Stammhaus im Schweizer Göschenen  war. Ihr Sohn war der Heraldiker Oskar Göschen (1824–1900). Tentschach fiel im Jahr 1848 zurück an die Wiener Linie der Kaiserstein mit dem damaligen Familienoberhaupt Franz Joseph III. (1792–1893). Dieser lebte anfangs auf seinem Schloss Hexenagger in Bayern, das er im Jahr 1830 verkaufte und dafür ein Gut in Sooß (Niederösterreich). Daneben war er Besitzer der Herrschaft Starkstadt im Königgrätzer Kreis. Er war mit Marie Leopoldine von Bartenstein verheiratet, die Herrschaft Raabs an der Thaya in Niederösterreich in die Familie mitbrachte. Im Sommer lebte man auf Tentschach im Winter auf Raabs. Franz starb als Kammerherr und im Rang eines Rittmeisters. Sein Sohn Karl (1824–1902) war als Feldmarschallleutnant in Olmütz eher am nördlichen Besitz orientiert.

Sir Edward William Goschen 1908, Schlossbesitzer

Im Jahr 1876 wurde versucht, das Schloss zu vermieten. In der Anzeige heißt es, das Schloss sei "in sehr gesunder Lage, mit prachtvoller Fernsicht, auf einem der schönsten Punkte Kärntens gelegen, mit kleinem Park, Obst- und Gemüsegarten umgeben, wozu auch ein Glas- und Lufthaus gehört. [...] Das Schloss hat zwei Stockwerke, mit 14 möblierten Zimmern, Dienerschaftslokalitäten, Küche, Speise, Einsatz und Keller, außerdem eine gefüllte Eisgrube, dann in der nächsten Nähe Stallung und Zugehör für 21 Pferde." Augenscheinlich einigte man sich aber auf eine Weitergabe in der Familie, wobei der reiche englische Zweig der Familie, vertreten durch Viscount George Goschen (1831–1907), Finanzminister im Vereinigten Königreich und dem Diplomaten und Botschafter Sir William Edward Goschen (1847–1924). Im letzten Jahrzehnt des 19. Jahrhunderts war Major Oskar von Göschen Besitzer des Gutes Tentschach, nachdem er vorher auf der Hollenburg und Schloss Mageregg wohnte. Er starb im Jahr 1900 und ist in Krastowitz begraben. In der Bevölkerung galt er als „Sonderlingsnatur“. Es wurde erzählt, „dass er ab und zu Proben seines Leichenbegängnisses abgehalten habe.“ Der Erbe von Oskar war Sir Eduard Göschen, um das Jahr 1906 englischer Botschafter am Wiener Hof. Um diese Zeit war der englische König Eduard VII. in zwei Sommern einige Tage auf Schloss Tentschach. Kleinere Umbauten am Schloss gab es immer wieder. Sir Goschen hat ein altes zum Gute gehörende Gebäude in eine Badeanstalt mit einer Wasserleitungsanlage umbauen lassen.
Im Zuge des 1. Weltkriegs wurde Tentschach beschlagnahmt. Es wurde als Besitz des gewesenen britischen Botschafters in Berlin, Lord Goschen, als Feindbesitz eingestuft. Nun gab es im Schloss eine Lungenheilstätte des Roten Kreuzes für rund 80 lungenkranke Soldaten mit Tuberkulose. Am Südhang des Schlosses wurde eine große Liegehalle erbaut, „in der die Kranken der Sonnenbestrahlung voll ausgesetzt werden“ konnten. Nach dem Ersten Weltkrieg erhielt die Familie Goschen Tentschach zurück. Es wurde in die zweite Hälfte des 20. Jahrhunderts verkauft. Einer der letzten Besitzer von Tentschach war der im Jahr 2012 verstorbene aus Laibach stammende Kärntner Künstler Carlo Kos. Neben seiner Tätigkeit als Maler war er Sammler und Restaurateur der Schlösser Ehrenhausen, Drasing sowie von Tentschach.

## Baubeschreibung

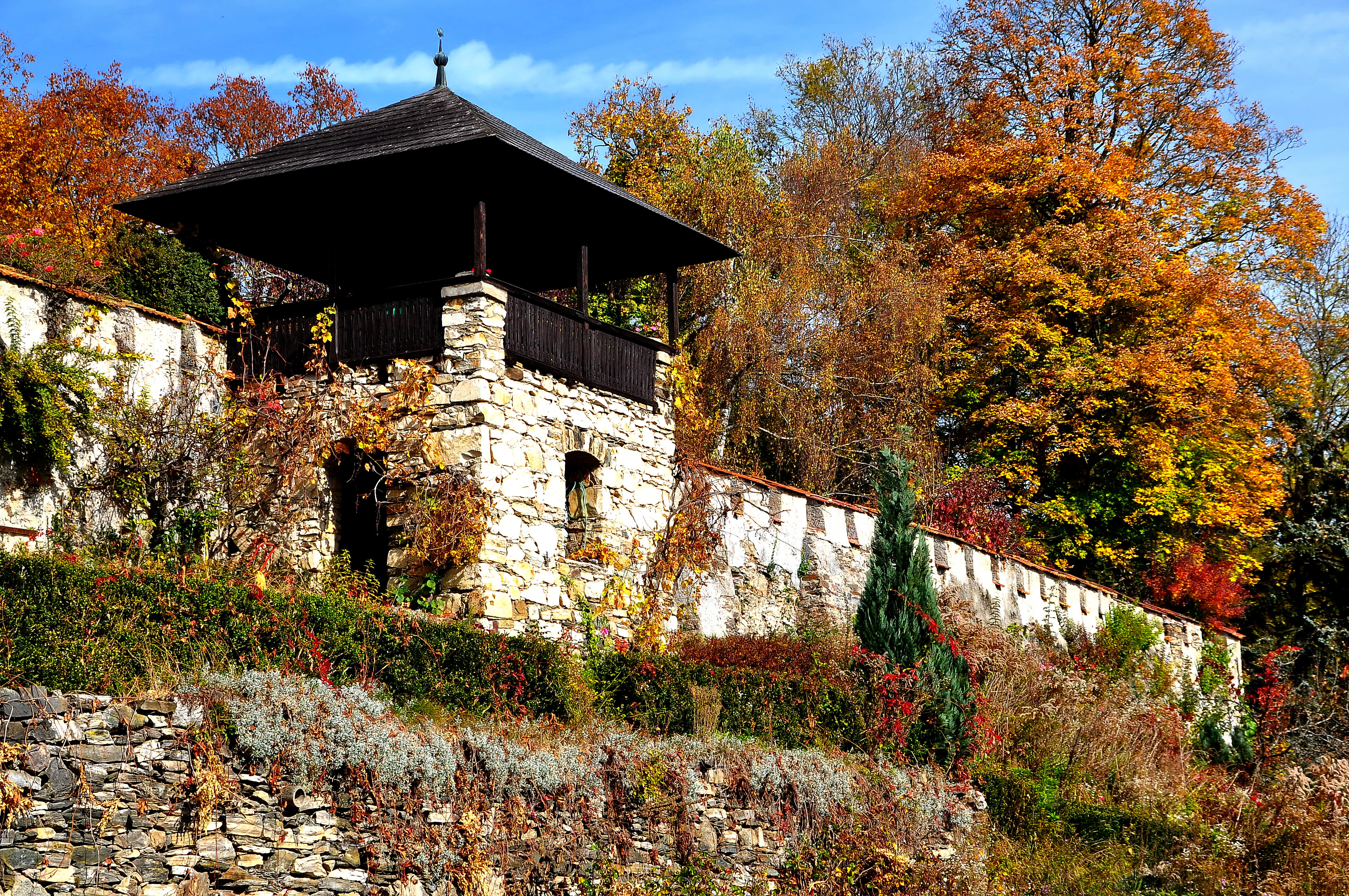
Mauer Warte

Das weithin im Wölfnitz- und Glantal sichtbare Schloss hat einen rechteckigen Grundriss und an drei Ecken mächtige Rundtürme. Es ist dreigeschoßig. Der Innenhof ist annähernd quadratisch, etwa um das Jahr 1700 erhielt er Arkaden: Pfeilerarkaden im Erdgeschoß, darüber Pilaster, die zu den Basen der Obergeschoßarkaden reichen. Letztere wurden im 19. Jahrhundert verglast. An der Außenseite wurde Mitte des 19. Jahrhunderts unter dem Dachsaum ein neoromanischer Bogenfries angebracht. An der Nordostecke fehlt der Turm, die Gebäudetrakte stoßen hier unorganisch ineinander. Dieser Teil wird als der älteste der Anlage angesehen.
Das Rundbogenportal befindet sich in der Mitte des Osttraktes, über ihm ein vieleckiger Erker mit Pilastern. An den Ecken befinden sich Rundbogenfenster und Familien: links das der Goschen, in der Mitte Kaiserstein, rechts ein leerer Wappenschild mit der Inschrift: wer Tentschach einmal erbt, der hat's und hier ist für sein Wappen Platz. Die Fenster sind mit Butzen- und Wappenscheiben aus der zweiten Hälfte des 19. Jahrhunderts, die von Jakob Wald geschaffen wurden. Das Dach ist teilweise mit Steinplattln gedeckt, auf ihm befindet sich ein kleiner, hölzerner Uhrturm.
In der Halle im ersten Stock befinden sich weitere Wappen der Kaiserstein sowie Porträts der früheren Besitzer. Von der teils kostbaren Einrichtung ist der Rundtisch des Speisezimmers mit drei Metern Durchmesser besonders erwähnenswert. Die Räume im zweiten Stock sind zum Teil mit Stuckdecken aus dem späten 17. Jahrhundert und mit kostbaren Türen ausgestattet.

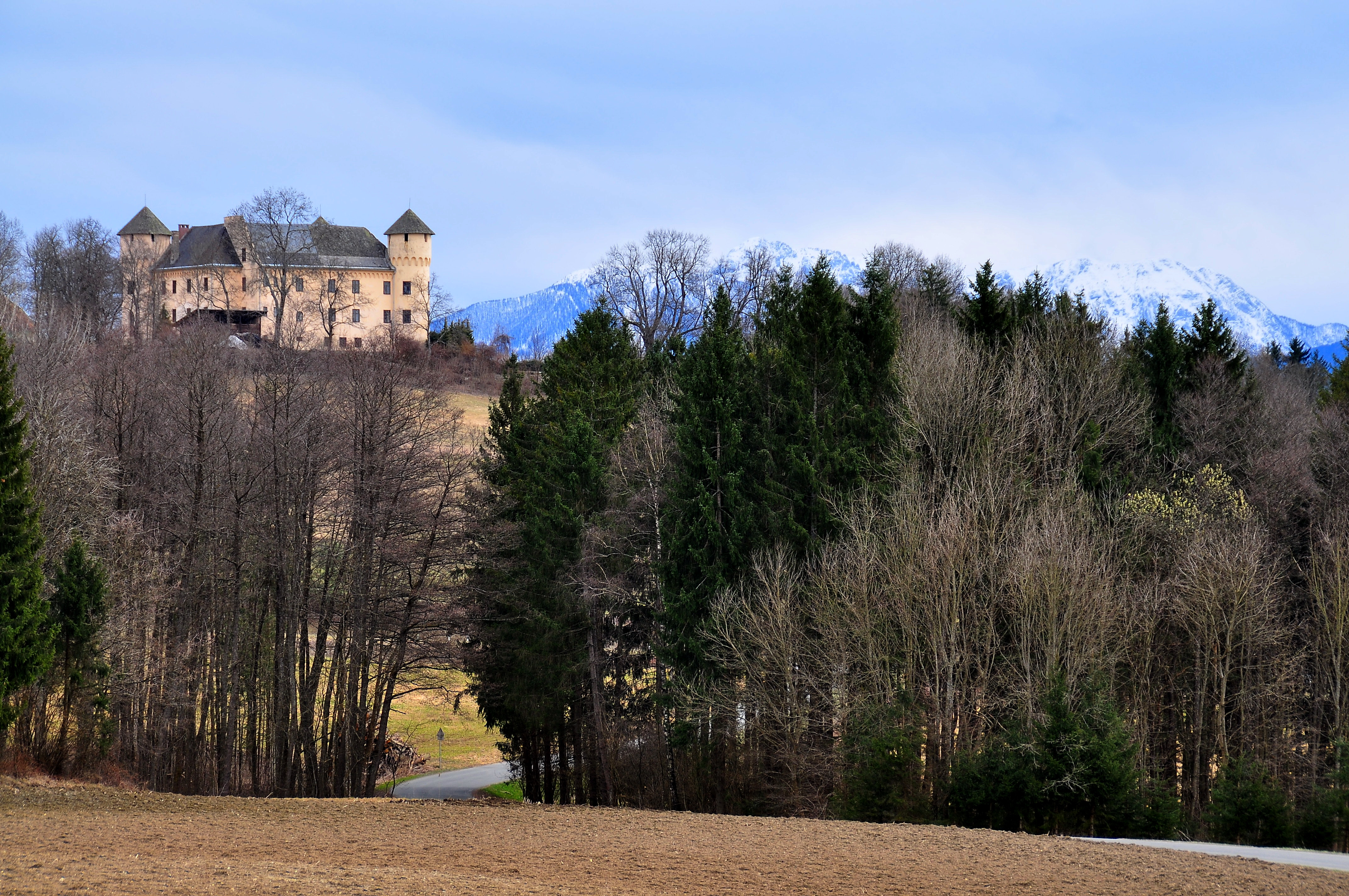

Im Erdgeschoß des Nordostturms befindet sich die im Jahr 1700 dem heiligen Nikolaus geweihte Kapelle. Über dem Eingang befindet sich ein vorromanischer Architrav. Dieser zeigt vier von Kreisen eingefasste Kreuze. Der Altar ist prunkvoll und säulenlos, er wurde etwa um das Jahr 1710 angefertigt. Sein Hauptbild zeigt die heilige Familie, das Aufsatzbild Gottvater. Die Bilder sind von reichen Akanthusranken umrahmt. In den Maßwerkfenstern befinden sich neugotische zweiteilige Glasgemälde mit Ornamenten sowie Wappen der Familien Pibriach, Grössing, Gera, Pruggmayer, Kaiserstein und Goschen.
Die häufige Wechsel der Besitzer führte zur Weissagung, dass kein Besitzer Tentschachs im Stande sei, den vierten Turm auszubauen und „er müsse darüber sterben, bis auf einen, welcher den Bau zwar zu Ende führt, aber der letzte seines Stammes sein werde.“